# باتريسيا لونش
باتريسيا لونش (بالإنجليزية: Patricia Lynch)‏ هي كاتبة للأطفال وصحفية وكاتِبة أيرلندية، ولدت في 1898 في كورك في جمهورية أيرلندا، وتوفيت في 1972 في مقاطعة دبلن في جمهورية أيرلندا.

## وصلات خارجية
- باتريسيا لونش على موقع IMDb (الإنجليزية)